# Wyhermoos

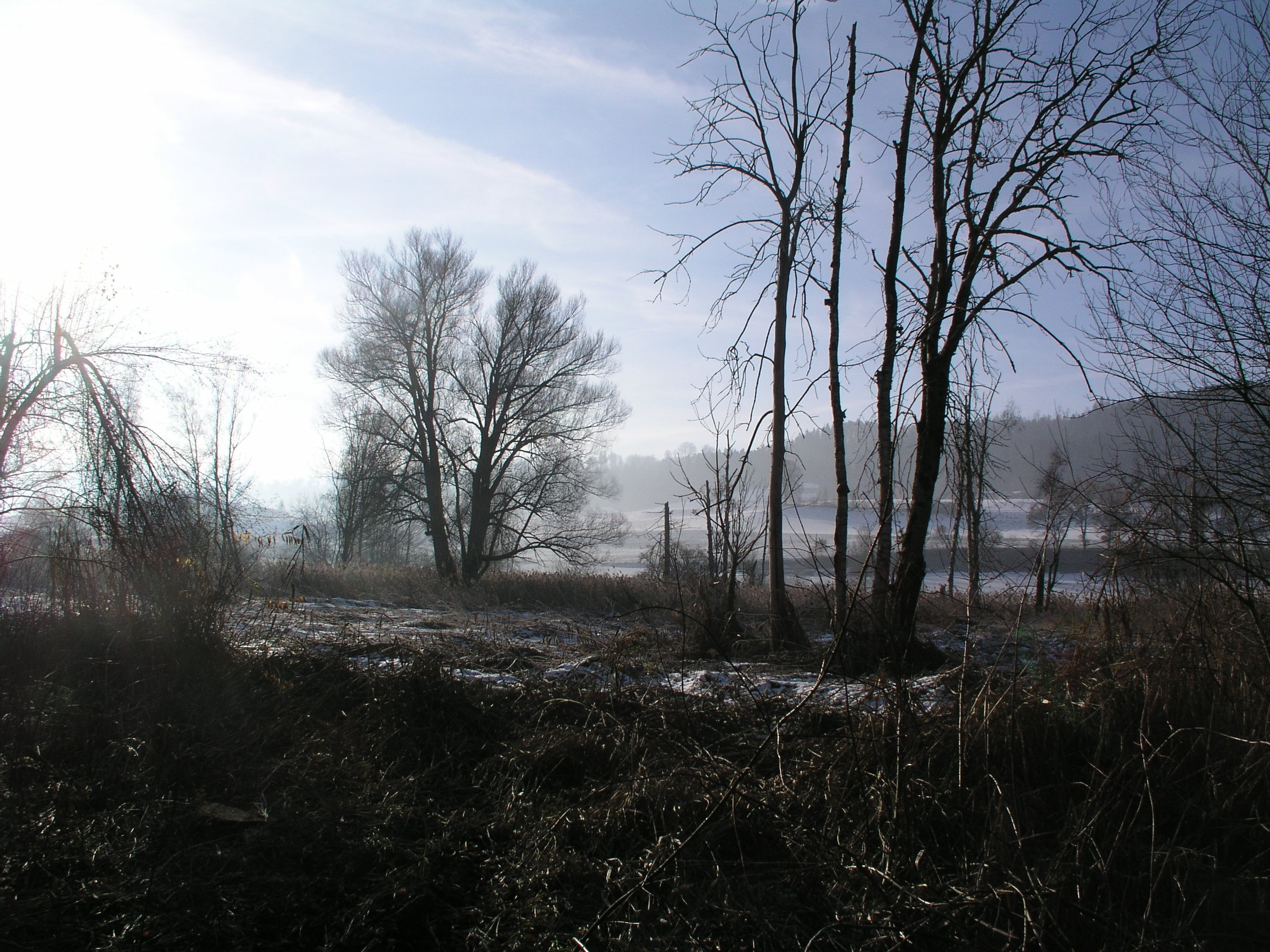
Zentraler Bereich des Wyhermoos mit grosser Silberweide

Das Wyhermoos (auch Weiermoos genannt) ist ein kleines Riedgebiet in der Gemeinde Ettiswil im Kanton Luzern in der Schweiz. Das Gebiet ist im Bau- und Zonenreglement der Gemeinde als Naturschutzzone ausgewiesen. Neben dem Ried steht das Schloss Wyher. Grundeigentümerin ist die Stiftung Schloss Wyher.

## Geschichte und Habitate
Vormals wurde das Gebiet als Baumschule von der Gärtnerei Hagmann genutzt (daher der ehemalige lokale Ortsname «Hagmannmoos»). Von dieser Zeit zeugen noch einzelne stehende Totholzstämme. Heute besteht das Gebiet aus Schilfflächen, durchsetzt mit verschiedenen Gebüschgruppen sowie mehreren Weihern und Gräben. Der grösste Weiher liegt direkt unterhalb des Schlossweihers und ist dessen Überlaufgewässer. Die Schilfgebiete werden jährlich 1–2 Mal im Auftrag des Kantons Luzern gemäht. Markant sind im Weiteren eine Reihe von Kopfweiden sowie eine grosse Silberweide im Gebietszentrum, welche im Bauminventar der Gemeinde Ettiswil aufgelistet ist. Die angrenzenden Wiesen werden von der Landwirtschaft mehrheitlich extensiv als Riedwiesen genutzt.

## Besuchen
Das Wyhermoos ist ein kleines Schutzgebiet ohne Wege. Das Gebiet kann nicht betreten werden. Einen Einblick erhält man aber vom Parkplatz des Schlosses Wyher aus.

## Pflanzen und Tiere
Schilf Phragmites australis kommt flächig vor. Gemähte Flächen haben einen riedartigen Charakter mit verschiedenen Gras- und Seggenarten, Sumpfdotterblume Caltha palustris und vereinzelten Sumpf-Schwertlilien Iris pseudacorus. Gebüschgruppen bestehen vor allem aus verschiedenen Weidengattung Salix sp. (darunter eine Reihe als Kopfweide geschnittene Weiden) sowie aus Traubenkirschen Prunus padus und weiteren Arten. Entlang der Hauptstrasse und um den grössten Teich stehen Silberweiden Salix alba und andere Bäume.
Ein grösserer Bestand des invasiven Neophyten Drüsiges Springkraut Impatiens glandulifera konnte bis 2023 durch Pflegeeinsätze des Zivildiensts stark reduziert werden. Weitere gebietsfremde Arten kommen in kleineren Beständen vor: eine Spierstrauch-Art Spiraea sp. sowie Goldruten (Solidago canadensis oder Solidago gigantea).
Typische Bewohner im Wyhermoos sind Rehe Capreolus capreolus und Rotfüchse Vulpes vulpes. Im Schilf brüten Teichrohrsänger Acrocephalus scirpaceus und Teichhühner Gallinula chloropus, in den Teichen Stockenten Anas platyrhynchos. Grasfrosch Rana temporaria, Wasserfrosch Pelophylax sp. und Erdkröte Bufo bufo laichen in den Gewässern ab, wogegen Molche das Gebiet kaum nutzen. In den Riedwiesen und der Grabenufer-Vegetation leben Langflüglige Schwertschrecke Conocephalus fusucs und Sumpfschrecke Stethophyma grossum.

## Galerien

Gebiet
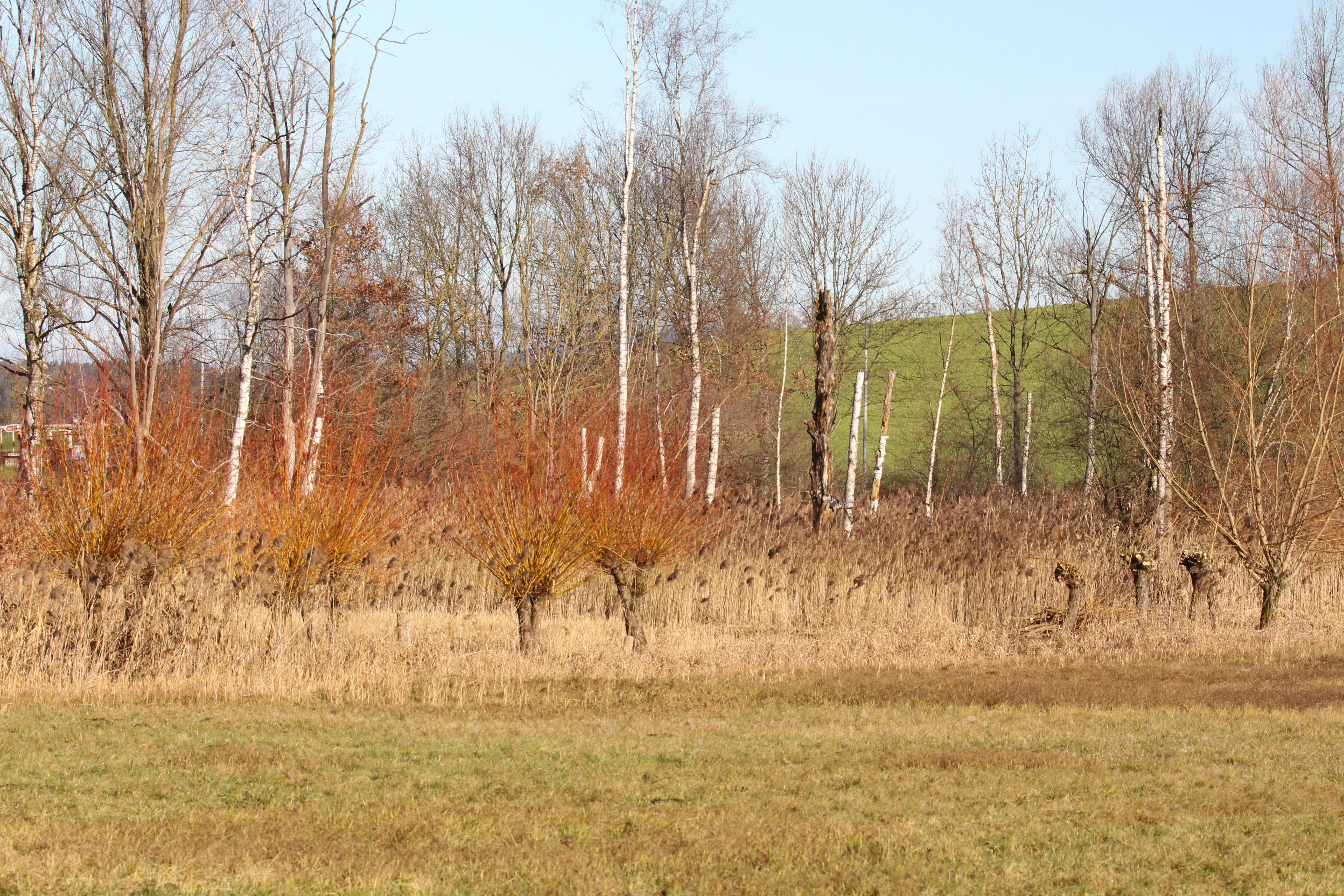
Reihe von Kopfweiden, dahinter Schilffläche mit stehendem Totholz, Birken und Weiden
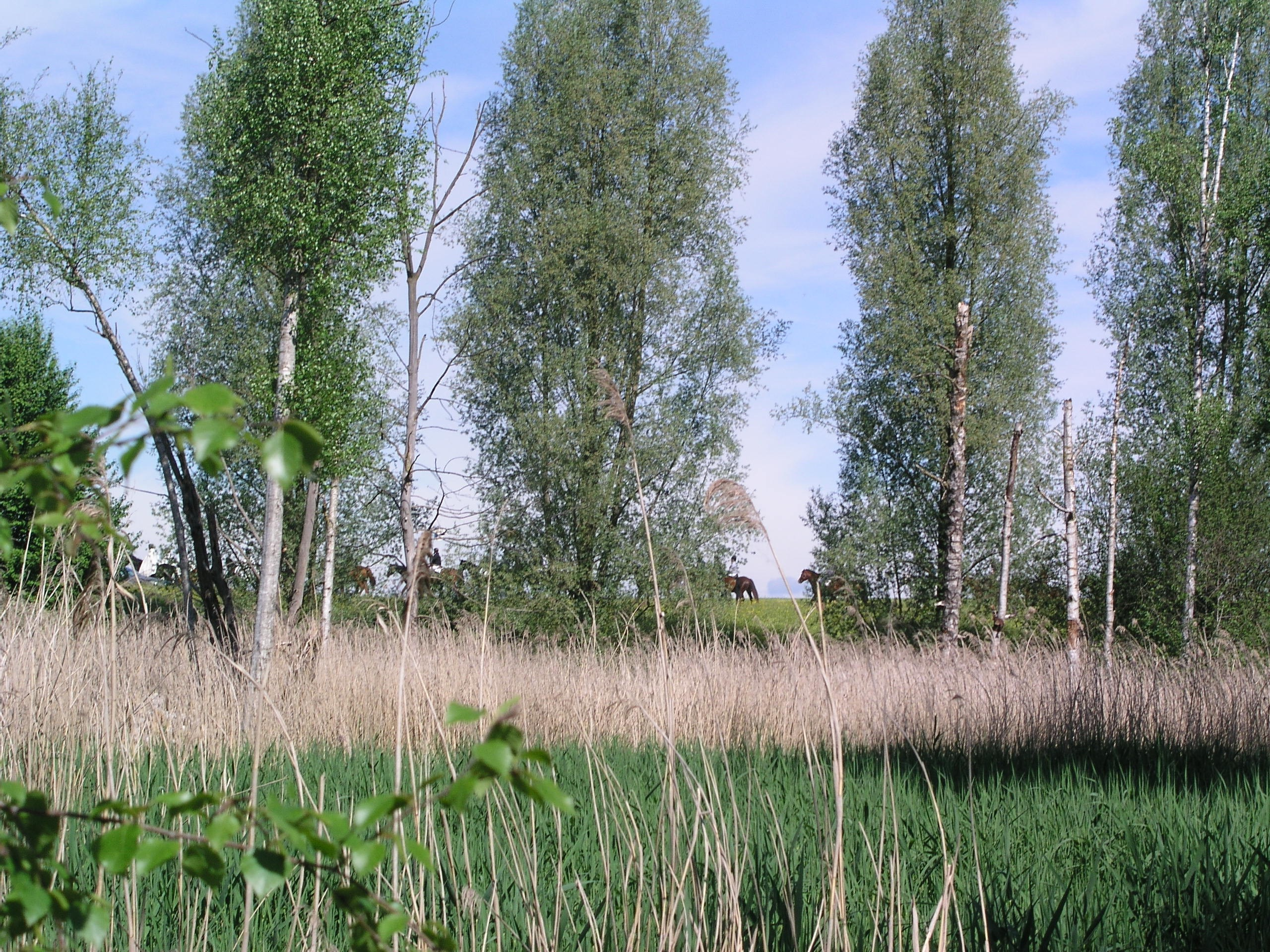
Pappelreihe am Rand des Wyhermoos
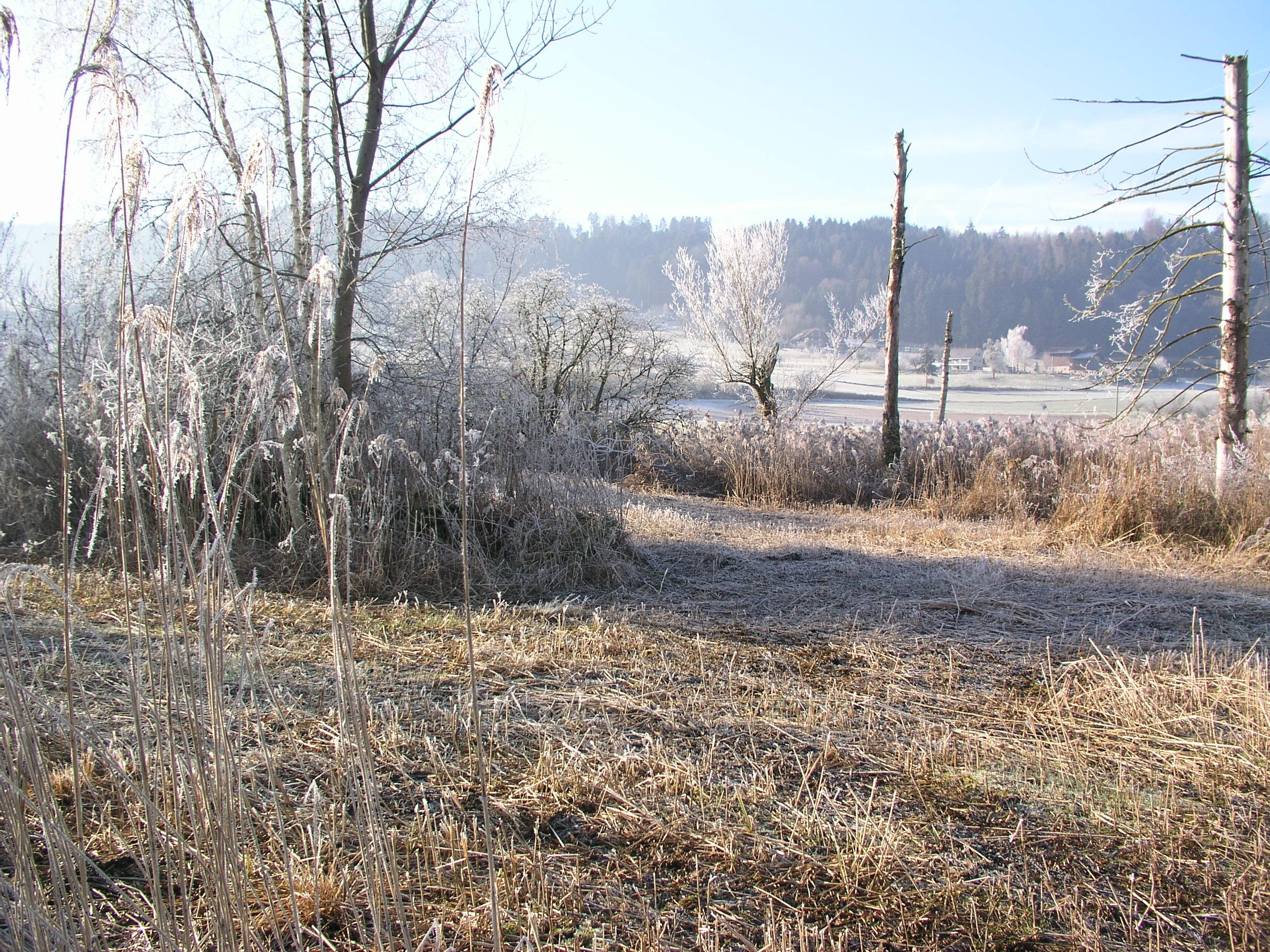
Wyhermoos mit gemähter Schilffläche und stehendem Totholz
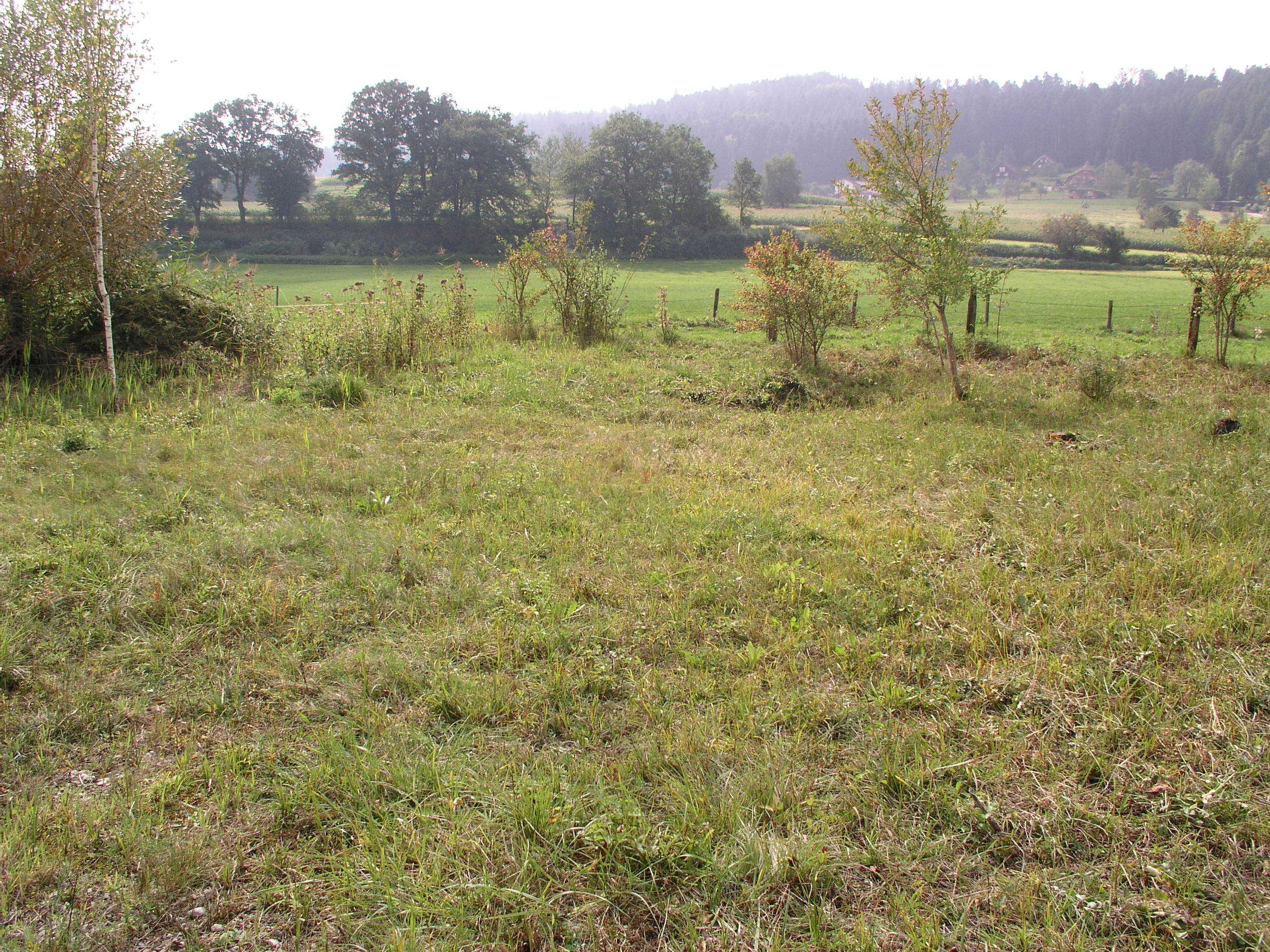
Kleine Riedwiese südlich des Überlaufweihers

Habitate
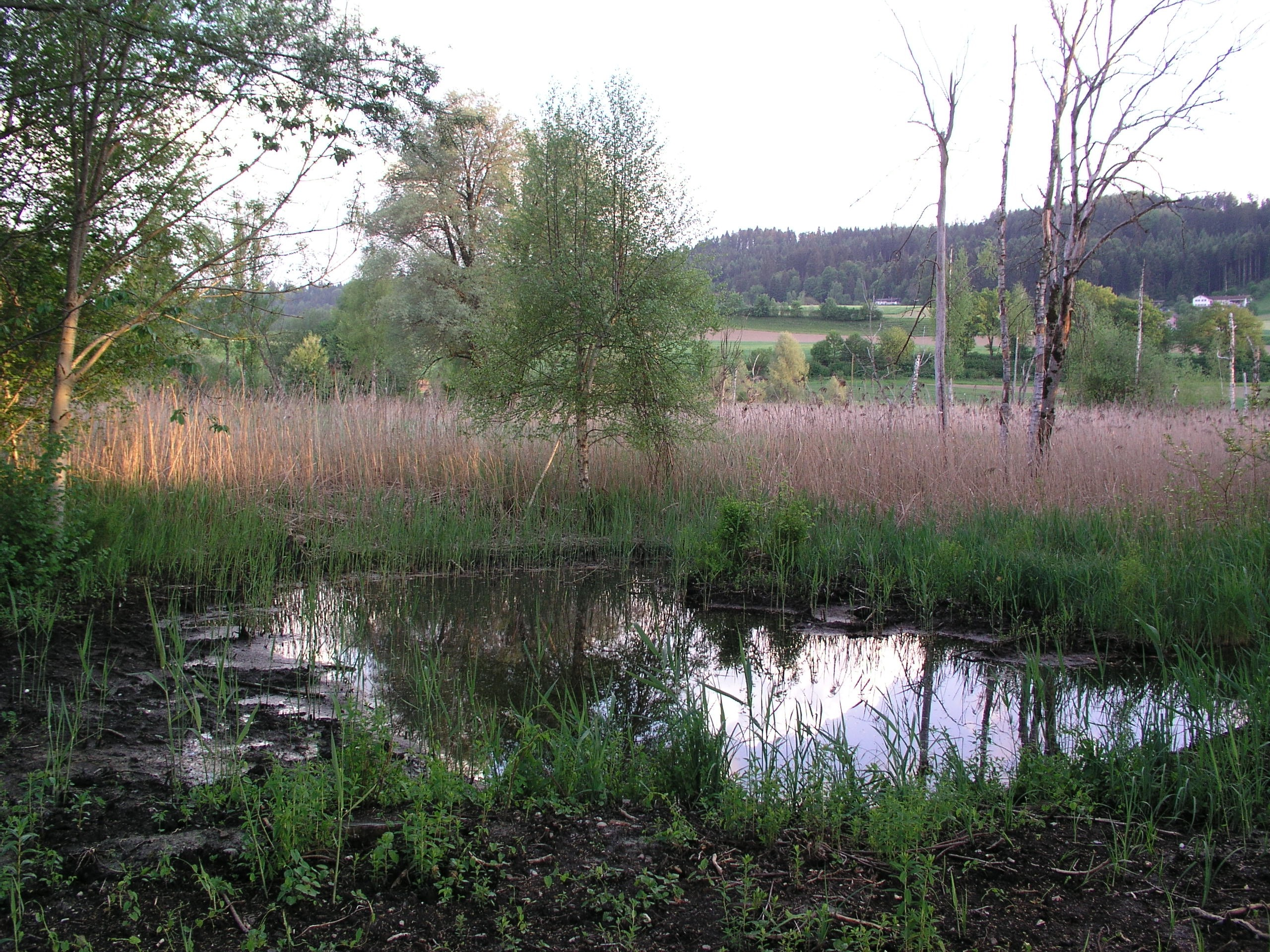
Weiher im Wyhermoos
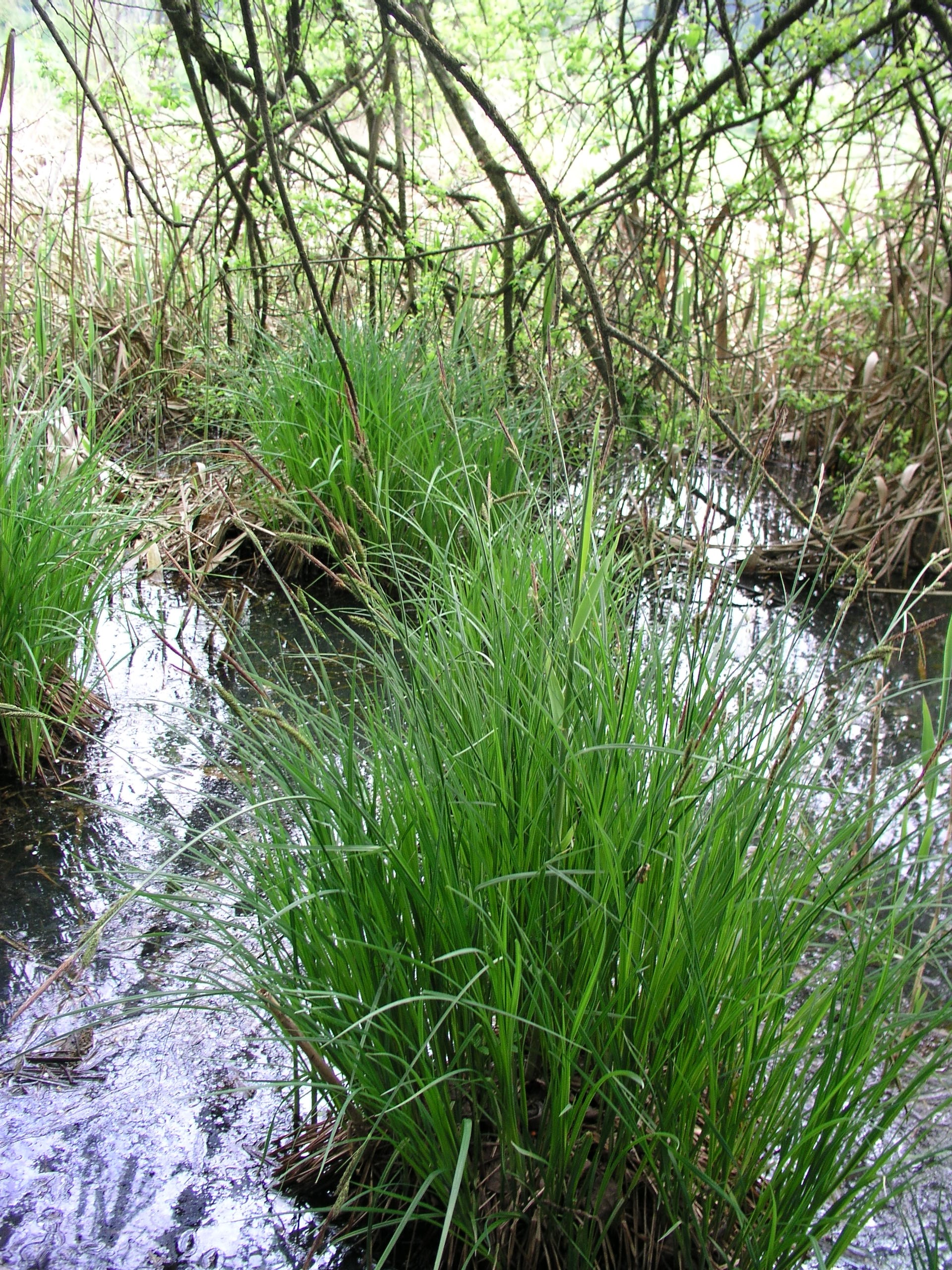
Weidenbruch Wyhermoos
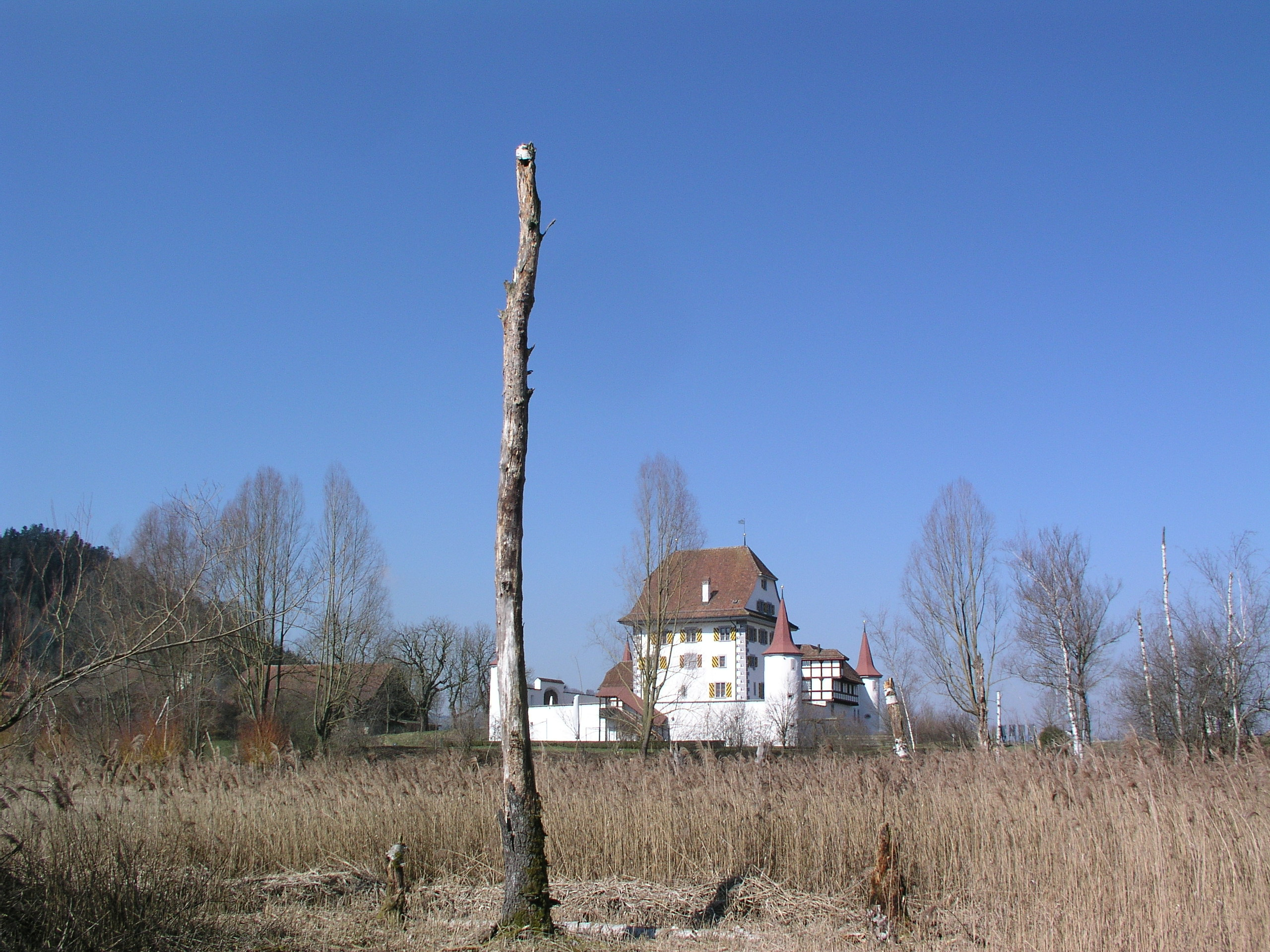
Wyhermoos mit Totholz, Starennistort und Schloss Wyher

Tiere und Pflanzen
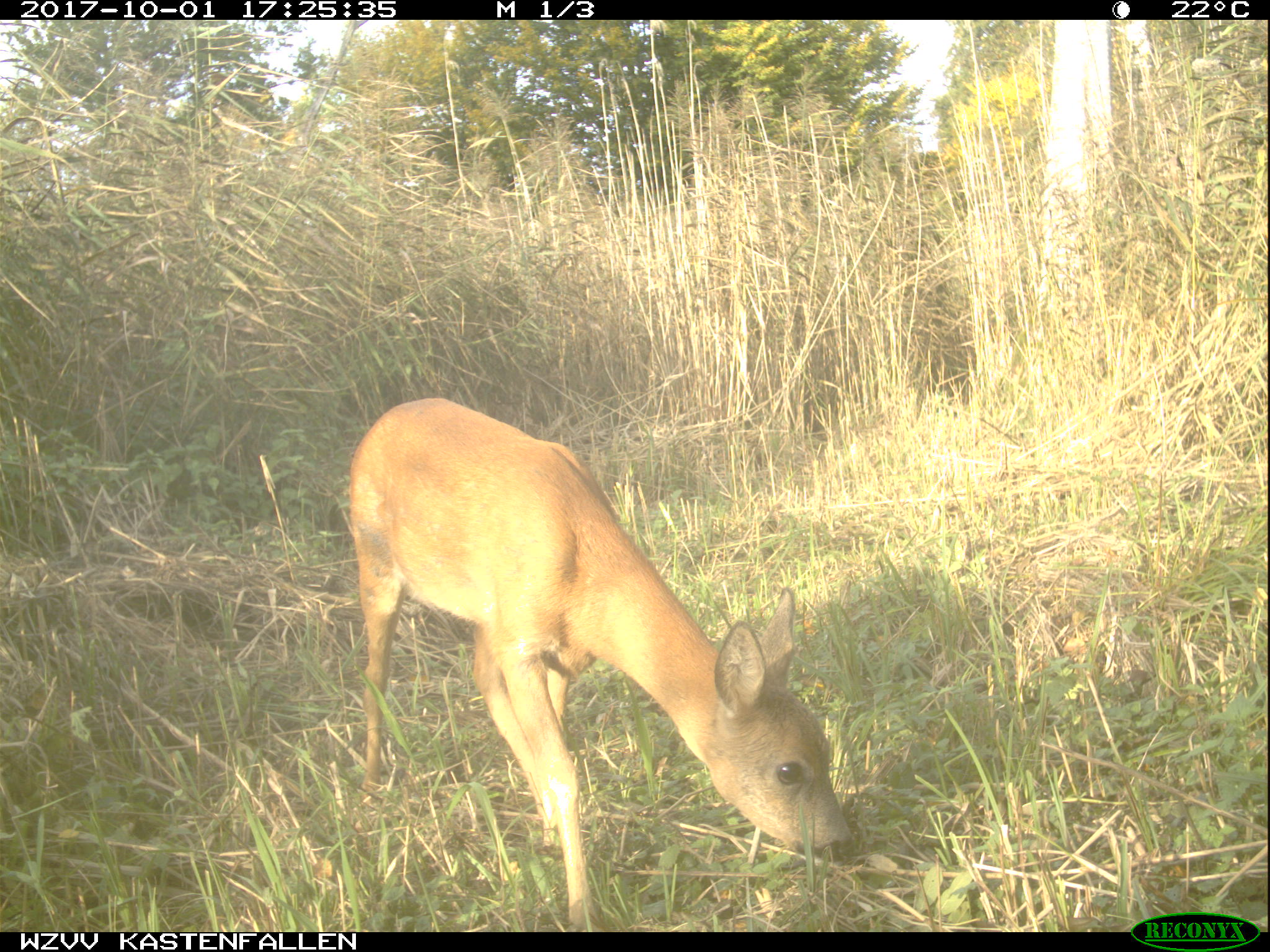
Reh Weibchen (Fotofalle)
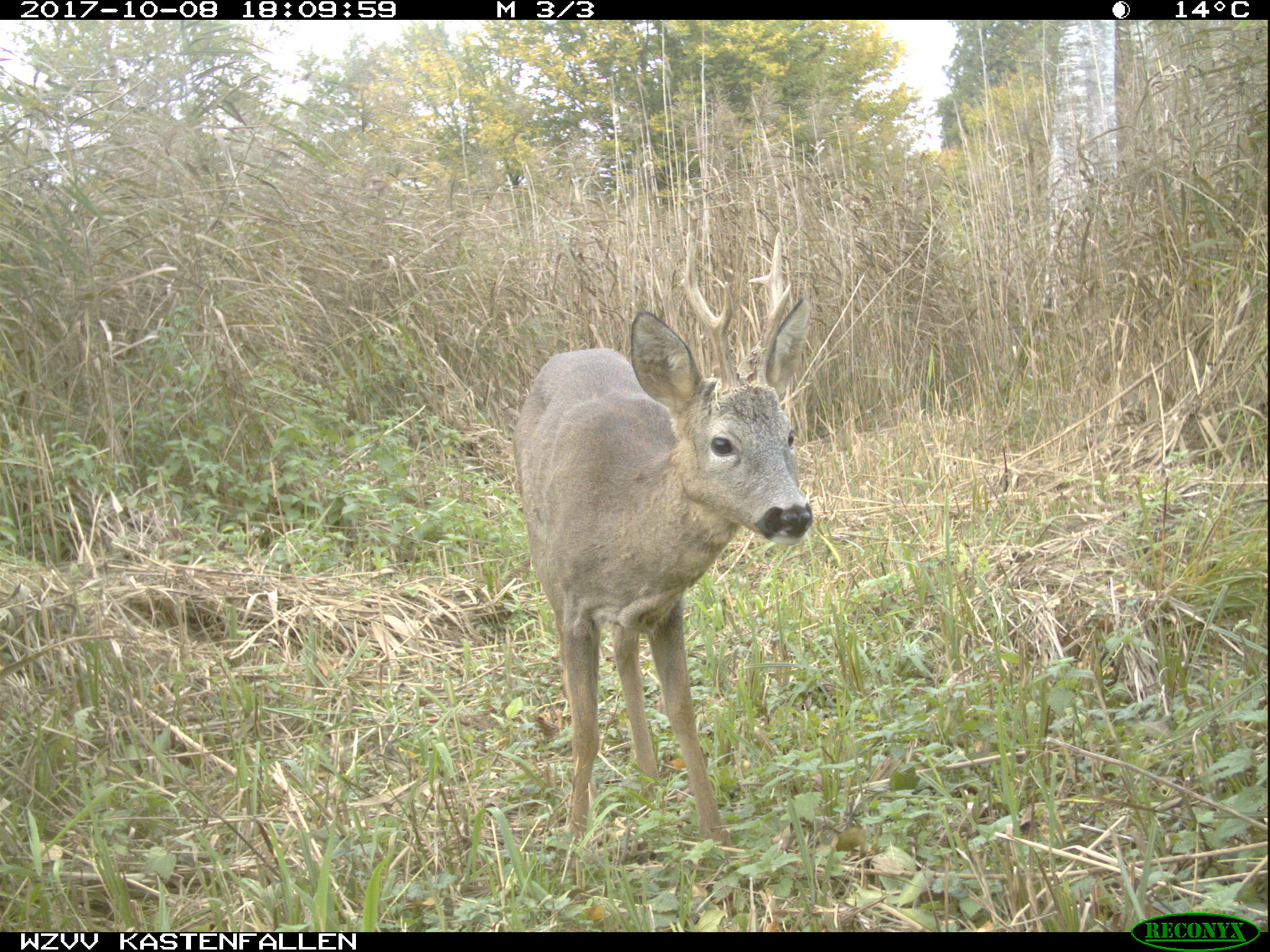
Reh Männchen (Fotofalle)
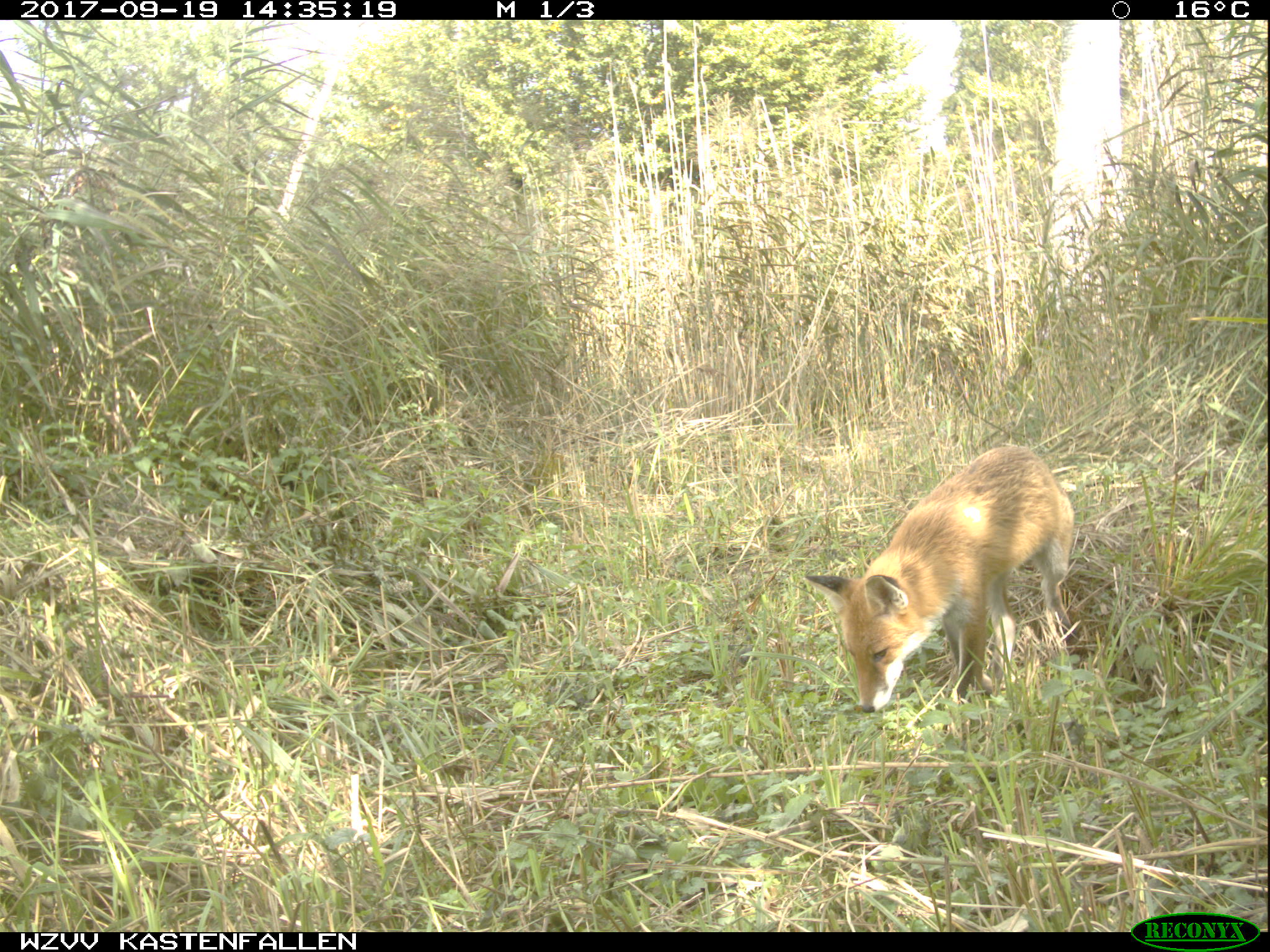
Rotfuchs (Fotofalle)
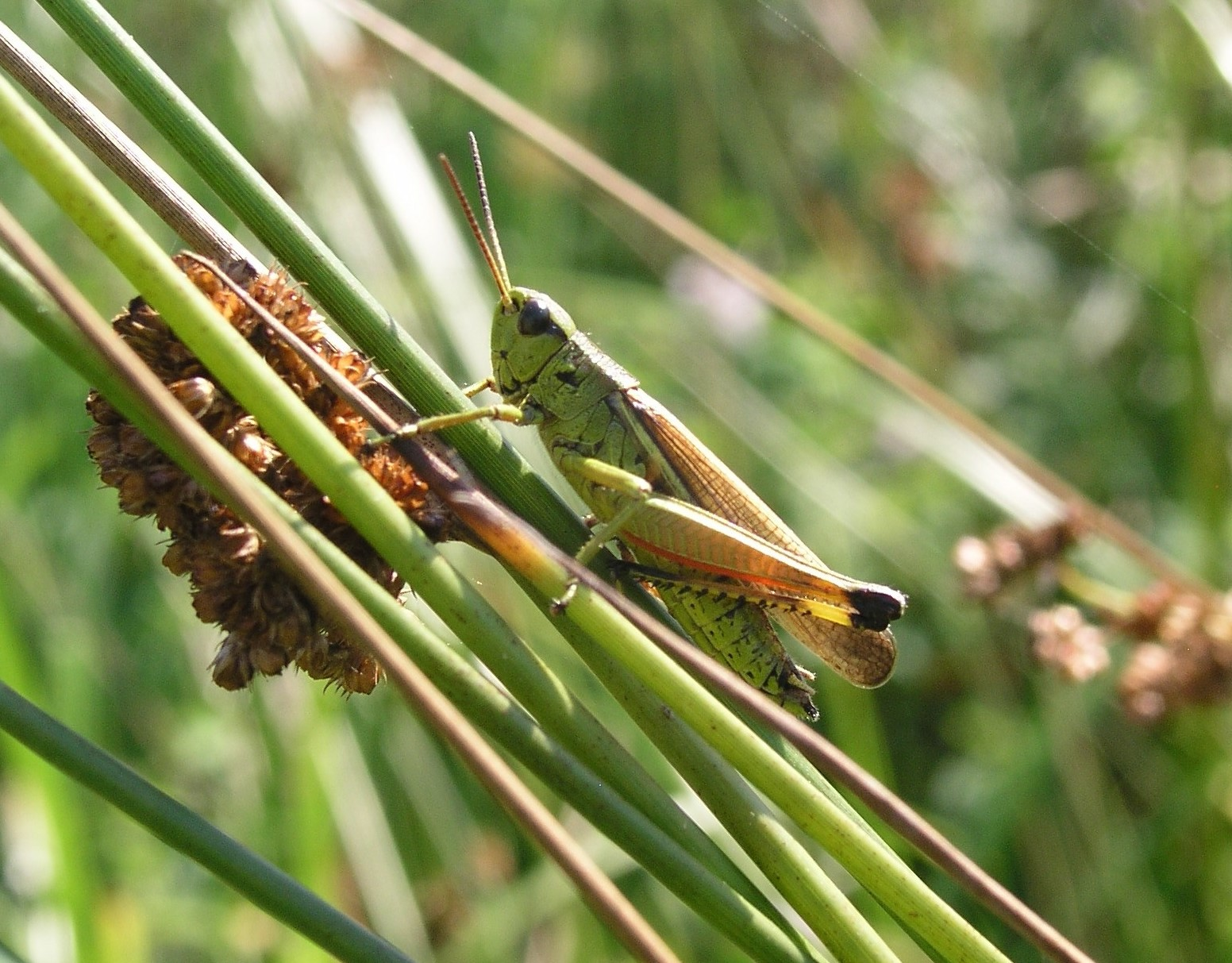
Sumpfschrecke Stethophyma grossum, aufgenommen unweit vom Wyhermoos (Reisbecken)
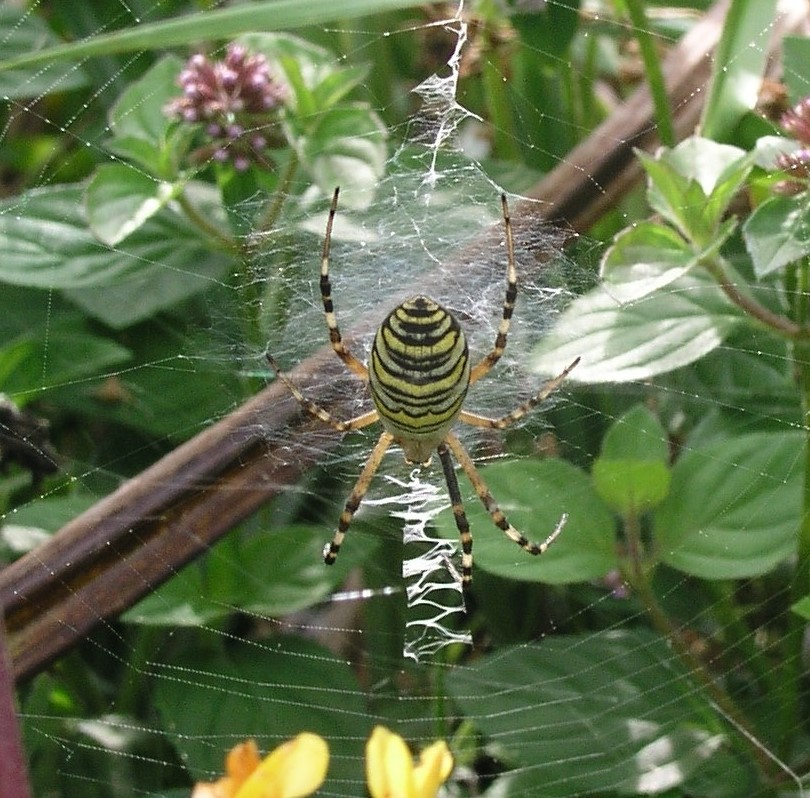
Wespenspinne Argiope bruennichi
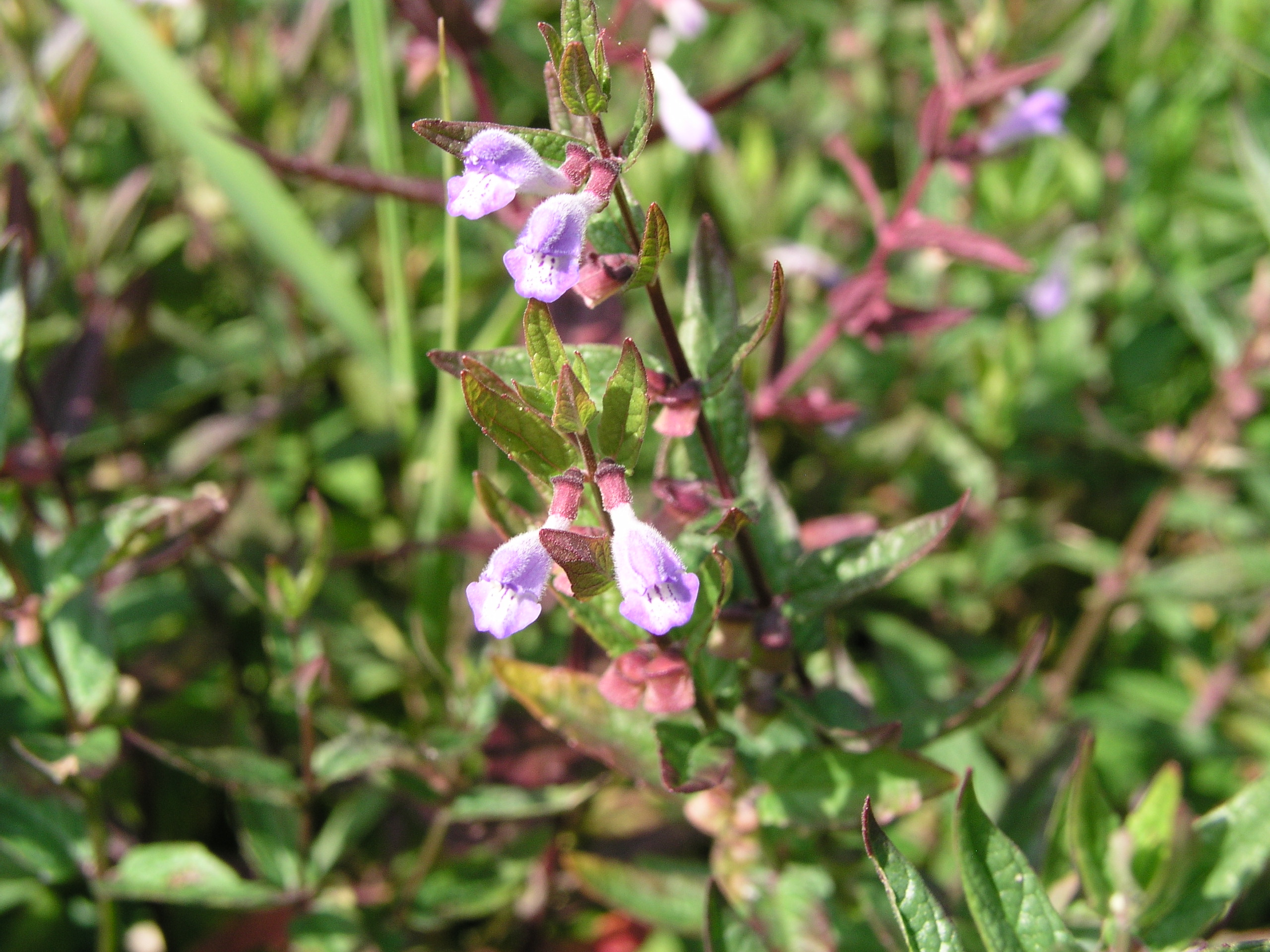
Sumpfhelmkraut